# Ama-Gruppe
Als Ama-Gruppe (auch Ama…-Gruppe und AMA-Gruppe) wird eine Gruppe antiker griechischer Vasenmaler, die gegen Ende des 6. Jahrhunderts v. Chr. in Athen tätig waren, bezeichnet.
Die Ama-Gruppe war etwa zur selben Zeit wie die sogenannte „Pioniergruppe“ des rotfigurigen Stils, möglicherweise noch etwas vor dieser, aktiv. Die Vertreter der Gruppe gehörten zu den frühen rotfigurigen Schalenmalern. Wie auch andere Schalenmaler dieser Zeit testeten die Maler der Gruppe die Möglichkeiten der neuen Technik aufgrund der vergleichsweise kleineren Arbeitsfläche – des Inneren sowie der beiden Außenseiten der Schalen – noch nicht in derselben Tiefe aus, wie es die Vertreter der Pioniergruppe auf größeren Vasen schon taten, dennoch trugen auch die Schalenmaler ihren Teil zum Erfolg des neuen Stils bei.
John D. Beazley hat den Stil der Gruppe innerhalb des zehntausende Teile umfassenden Bestandes bekannter attisch-rotfiguriger Vasen und Fragmente erkannt und ihre Werke grundlegend zusammengestellt. Das überlieferte Œuvre der Gruppe ist sehr gering und umfasst bei Beazley nur ein bekanntes Schalenfragment sowie ein weiteres in dessen Umkreis gereihtes Schalenfragment. Ihre Notnamen erhielt die Gruppe nach einer Beischrift auf der Namenvase, die wie auch das zweite, bilingue Fragment aus der Gruppe der Abnormal Eye-cups zum Bestand des Archäologischen Nationalmuseums in Florenz gehört. Die fragmentierte Beischrift besteht aus den Ama ergebenden griechischen Buchstaben altgriechisch ΑΜΑ sowie altgriechisch Ε, was Beazley zögerlich zu der möglichen Signatur altgriechisch Αμα[σις] ε[ποιεσεν] ergänzte: Amasis epoiesen, Amasis hat es gemacht. Damit wäre der vor allem schwarzfigurige Vasenmaler beschäftigende Töpfer Amasis, der zur Zeit der Herstellung dieser Schale aktiv war, der wahrscheinliche Töpfer dieses Gefäßes. Beazley verwarf aber genau aus diesem Grund den Gedanken, weshalb der Töpfer von da an schlicht meist unter Ama… geführt wird. Dennoch ist die Verbindung zwischen Ama…, Ama-Gruppe und Amasis ein immer wieder in der Forschung behandeltes Problem. Von der Zeichnung selbst ist nur noch sehr wenig erhalten. Die zweite fragmentierte Schale mit schwarzfigurigem Innenbild und rotfigurigen Außenbildern, die Beazley in die direkte Nähe der Gruppe setzte, erinnerte ihn an die Arbeiten des Goluchow-Malers und die Zeichnungen auf einer sehr frühen rotfigurigen Hydria aus der Antikensammlung Berlin. Die schwarz- und rotfigurigen Zeichnungen der zweiten Schale wurden schon von Beazley und auch später von Beth Cohen und Joan R. Mertens demselben bilingual arbeitenden Zeichner zugewiesen.
In gewisser Verbindung zu den beiden Fragmenten der Ama-Gruppe stehen zwei weitere möglicherweise zusammengehörige Fragmente, die ehemals Herbert A. Cahn gehörten. Das kleinere, aber bedeutendere Fragment trägt die sicher zu Amasis zu ergänzende fragmentierte Aufschrift altgriechisch ]ΜΑΣΙΣ (]masis), das größere Fragment neben einem Lieblingsnamen die Aufschrift altgriechisch ]ΣΕΠΟΙΕ[ΣΕΝ] (]sepoie[sen] – hat gemacht). Beide rotfigurig verzierten Stücke wurden allerdings Skythes als Vasenmaler zugewiesen. Mertens deutet an, auch die zweite Florentiner Schale könnte durchaus von Skythes verziert worden sein, womit die Ama-Gruppe dem Werk des Skythes zuzurechnen wäre. In der ersten Ausgabe seiner Attic Red-Figure Vase-Painters konstatiert Beazley noch, die rotfigurigen Zeichnungen hätten keine Gemeinsamkeiten mit den schwarzfigurigen Arbeiten des Amasis-Malers. In der zweiten Auflage hat er dieses nicht wiederholt. Doch unterscheiden sich die schwarzfigurigen Arbeiten der Ama-Gruppe und des Amasis-Maler zu sehr, um von einer Hand zu sein. Möglicherweise beschäftigte der Töpfer Amasis für Schalen auf der einen und andere Gefäße auf der anderen Seite verschiedene Vasenmaler.
Werkliste
1. Schalenfragment; Museo archeologico nazionale di Firenze, Florenz, Inventarnummer 1B6 (= 1B7); Motiv Innen: Satyr[3]
2. Abnormal Eye-cup (fragmentiert); Museo archeologico nazionale di Firenze, Florenz, Inventarnummer AB1(= 1B5); Motiv  A–B: Dionysosmaske zwischen Augen, Motiv Innen: Satyr[4]